# Generalgouverneur von Belize

Standarte der Generalgouverneure von Belize

Der Generalgouverneur von Belize ist der ständige Vertreter des belizischen Monarchen, gegenwärtig Charles III. Da das mittelamerikanische Land als Commonwealth Realm (Königreich im Commonwealth) sein Staatsoberhaupt mit 15 anderen Nationen teilt und dieses in Großbritannien residiert, übernimmt der Generalgouverneur für gewöhnlich seine Aufgaben. Seit dem 27. Mai 2021 übt Froyla Tzalam das Amt aus.

## Ernennung und Aufgaben
Verfassungsgemäß muss der Generalgouverneur belizischer Staatsbürger sein und wird vom König auf Vorschlag des Premierministers auf unbestimmte Zeit ernannt. Er kann in staatsrechtlichen Angelegenheiten üblicherweise nur aufgrund der Initiative des Regierungschefs oder eines Ministers tätig werden. Der Vorsitzende jener Partei, die im Repräsentantenhaus die absolute Mehrheit darstellt, muss nach Artikel 37-2 der Verfassung vom Generalgouverneur zum Premierminister ernannt werden. Bei unklaren Mehrheitsverhältnissen ist er verpflichtet, einen Abgeordneten jener Partei zu ernennen, von der es wahrscheinlich ist, dass sie eine Mehrheit der Abgeordneten auf sich vereinen kann. Auf Vorschlag des Premierministers ernennt er die übrigen Mitglieder des Kabinetts, die jedoch entweder Mitglieder des belizischen Repräsentantenhauses oder des Senats sein müssen.
Der Generalgouverneur ernennt auch gemäß Artikel 47 dasjenige Mitglied des Repräsentantenhauses offiziell zum „Oppositionsführer“, welches die Mehrheit der Abgeordneten der Oppositionsgruppierungen auf sich vereinen kann. Der Oppositionsführer ist laut Verfassung insofern von Bedeutung, da er bei der Ernennung der Mitglieder eines den Generalgouverneur in Gnadensachen beratenden Gremiums (Belize Advisory Council) ein Mitspracherecht besitzt.

## Geschichte

### Vizegouverneure von British Honduras (dem Gouverneur von Jamaika unterstellt)
| Name                      | Lebensdaten | Amtszeit          |
| ------------------------- | ----------- | ----------------- |
| Frederick Seymour         | 1820–1869   | 1862–1864         |
| John Gardiner Austin      |             | 1864–1867         |
| James Robert Longden      | 1827–1891   | 1867–1870         |
| William Wellington Cairns | 1828–1888   | 1870–1874         |
| Robert Miller Mundy       | 1813–1892   | 1874–1877         |
| Frederick Palgrave Barlec | 1827–1884   | 1877–13. Mai 1883 |
| Robert William Harley     |             | 13. Mai 1883–1884 |

### Gouverneure von British Honduras
| Name                            | Lebensdaten | Amtszeit                          |
| ------------------------------- | ----------- | --------------------------------- |
| Sir Roger Tuckfield Goldsworthy | 1839–1900   | 1884–1891                         |
| Sir Cornelius Alfred Moloney    | 1848–1913   | 1891–1897                         |
| Sir David Wilson                | 1838–1924   | 1897–15. April 1904               |
| Sir Ernest Bickham Sweet-Escott | 1857–1941   | 15. April 1904–13. August 1906    |
| Sir Eric John Eagles Swayne     | 1863–1929   | 13. August 1906–9. Mai 1913       |
| Sir Wilfred Collet              | 1856–1929   | 9. Mai 1913–29. Januar 1918       |
| William Hart-Bennett            | 1861–1918   | 29. Januar 1918–4. September 1918 |
| Sir Eyre Hutson                 | 1864–1936   | 22. März 1919–16. April 1925      |
| Sir John Alder Burdon           | 1866–1933   | 16. April 1925–9. März 1932       |
| Sir Harold Baxter Kittermaster  | 1879–1939   | 9. März 1932–2. November 1934     |
| Sir Alan Cuthbert Maxwell Burns | 1887–1980   | 2. November 1934–24. Februar 1939 |
| Sir John Adams Hunter           | 1890–1962   | 24. Februar 1940–14. Januar 1947  |
| Sir Edward Gerald Hawkesworth   | 1897–1949   | 14. Januar 1947–28. Februar 1948  |
| Sir Ronald Herbert Garvey       | 1903–1991   | 28. Februar 1949–21. Oktober 1952 |
| Sir Patrick Muir Renison        | 1911–1965   | 21. Oktober 1952–17. Januar 1955  |
| Sir Colin Hardwick Thornley     | 1907–1983   | 17. Januar 1956–9. Dezember 1961  |
| Sir Peter Hyla Gawne Stallard   | 1915–1995   | 9. Dezember 1961–11. Juli 1966    |
| Sir John Warburton Paul         | 1916–2004   | 11. Juli 1966–26. Januar 1972     |
| Sir Richard Neil Posnett        | 1919–2009   | 26. Januar 1972–1. Juni 1976      |
| Sir Peter Donovan McEntee       | 1920–2002   | 1. Juni 1976–1980                 |
| Sir James Patrick Ivan Hennessy | * 1923      | 1980–21. September 1981           |

### Generalgouverneure
| Name                      | Lebensdaten | Amtszeit                             |
| ------------------------- | ----------- | ------------------------------------ |
| Dame Elmira Minita Gordon | 1930–2021   | 21. September 1981–17. November 1993 |
| Sir Colville Young        | * 1932      | 17. November 1993 – 30. April 2021   |
| Dame Froyla Tzalam        | * 1971      | 27. Mai 2021 – amtierend             |